# Microspore

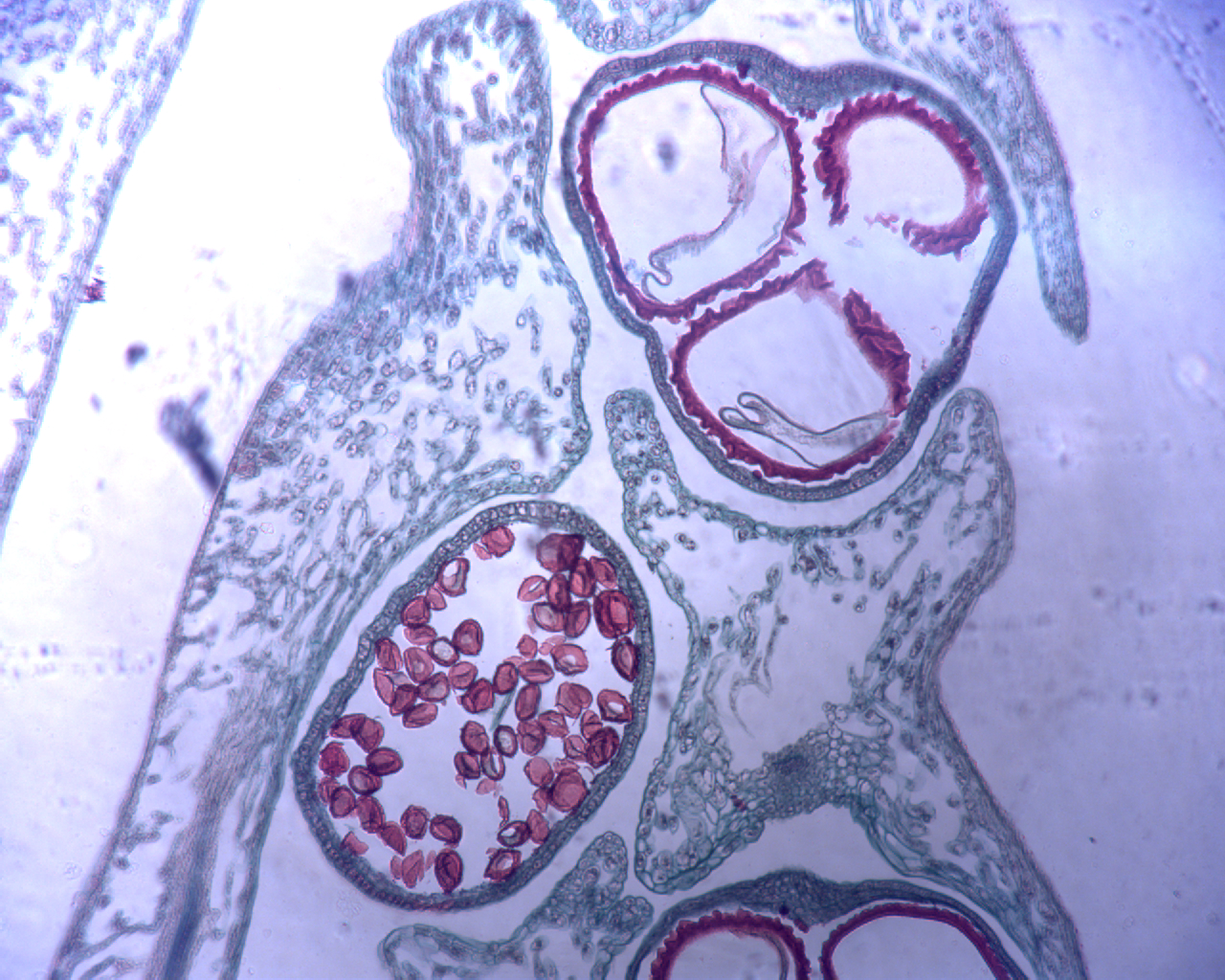
Microsporen

Microsporen zijn mannelijke sporen bij Embryophyta (of landplanten) die kunnen uitgroeien tot een mannelijke gametofyt (microgametofyt), dat de antheridia vormt. Microsporen worden door meiotische deling gevormd in microsporangia. In het algemeen komen ze voor bij heterospore planten.
Bij bedektzadigen zijn de antheridia en microgametofyt zeer sterk gereduceerd. Ze worden bij de zaadplanten (naaktzadigen en bedektzadigen) gewoonlijk stuifmeel of pollen genoemd. Bij rijpe stuifmeelkorrels gaat het echter om uitgegroeide sporen met tot enkele cellen of celkernen gereduceerde gametofyt en antheridium.
Naast microsporen komen dan ook grote sporen voor. Deze heten dan macrosporen (of megasporen). Uit een macrospore groeit de vrouwelijke gametofyt (macrogametofyt). 
Bij Equisetum (paardestaarten) komt een functionele heterosporie voor, maar geen morfologische heterosporie: de sporen zijn gelijk van afmeting, maar de gametofyten die daaruit groeien zijn of mannelijk of vrouwelijk. De sporen heten "androspore", respectievelijk "gynospore".